# Објекат (рачунарство)
Објекат у рачунарству може бити променљива, тип података, функција или метода, и као таква представља вредност у меморији коју позива идентификатор.
У објектно-оријентисаном програмирању засновано на класама, објектом се назива посебна инстанца класе, где објекат може бити комбинација променљивих, функција и типова података.
Код релационих база података, објекат може бити табела или колона, или асоцијација између података и ентитета базе података (као што је повезивање годиште неке особе са специфичном особом).